# Луохе
Луохе (漯河) град је Кини у покрајини Хенан. Према процени из 2009. у граду је живело 494.337 становника.

## Становништво
Према процени, у граду је 2009. живело 494.337 становника.
| 1990.   | 2000.   | 2009    |
| ------- | ------- | ------- |
| 187.792 | 335.389 | 494.337 |